# 有機ホウ素化合物
有機ホウ素化合物（ゆうきホウそかごうぶつ、英語: Organoborane compound or  organoboron compounds）とは、ホウ素（元素記号B）と炭素（元素記号C）の結合を持った有機化合物の総称である。これらはトリアルキルボランなどBH3の誘導体である。有機ホウ素化学（Organoboron chemistryまたはorganoborane chemistry）はこれらの化合物の化学を指す言葉である。有機ホウ素化合物は様々な化学反応を行う上で重要な試薬であるが、最も広く利用されているのはヒドロホウ素化である。

## C-B結合の性質

有機ホウ素化合物において必須の構造。

C-B結合は、炭素の電気陰性度が2.55で、ホウ素の電気陰性度が2.04と近いために、この2つの原子間における電子の存在確率の偏りは少なく、あまり極性を持たない。なお、基本的に炭素は空のp軌道を持たないのに対して、ホウ素は空のp軌道を1つ持っているなどの理由で、独特の性質を有する。
アルキルホウ素化合物は酸化されやすいものの、安定である化合物が多い。
一方、ホウ素は電気陰性度が低いため、有機ホウ素化合物の中には三有機ボランなど電子不足な化合物も存在する。ビニル基やアリール基は電子を供与するためホウ素の求電子性が下がり、C-B結合は二重結合性を帯びる。ホウ素がオクテット則を満たすことができない元素であるため、ジボランと同様に有機ボランも有機化学においては強い求電子剤となる。しかしジボランと異なり多くの有機ボランは二量体を形成しない。

## 合成

### グリニャール試薬からの合成
トリエチルボランやトリス(ペンタフルオロフェニル)ボランなど単純な有機ボランは三フッ化ホウ素（エーテル錯体）とエチル基もしくはペンタフルオロフェニル基を持つグリニャール試薬を反応させて合成できる。

### アルケンからの合成
この合成法はノーベル化学賞を受賞したハーバート・ブラウンによって開発された。ボランはヒドロホウ素化によりアルケンと速やかに反応する。ジボランは純粋な化合物ではBH3の二量体だが、THFなどの溶媒とは1:1錯体を作る。HX（X = Cl、Br、Iなど）がアルケンに付加する通常の求電子付加反応ではマルコフニコフ則にしたがって水素など電気陰性度の高い原子が二重結合の両側の炭素のうち置換基の少ない方に結合し、位置選択性を決める。しかしホウ素は水素より電気陰性度が低いため、ボランが付加する際は置換基が少なくカルボカチオンとなりにくい方の炭素にホウ素が結合する、いわゆるアンチマルコフニコフ付加が起こる。
この方法は、置換基がかさ高い場合に非常に有効である。よく用いられるのはシクロオクタジエンとジボランから合成される9-BBNである。ヒドロホウ素化はアルケンの二重結合の同じ側から付加する、シン配置になるように立体特異的に進む。この縮合反応では遷移状態が炭素、炭素、水素、ホウ素を頂点とする平面四角形で表現され、オレフィンのp軌道とホウ素の空軌道の軌道の重なりが最大になるように配置される。

### ホウ素化
金属触媒による炭素-水素結合のホウ素化反応は、脂肪族または芳香族の有機化合物のC-H結合官能化によって有機ホウ素化合物を合成する反応である。この場合によく用いられる試薬としてビス(ピナコラート)ジボロンがある。

## 反応

### ヒドロホウ素化と酸化
有機化学においてヒドロホウ素化はホウ素の位置に官能基を導入するために用いられる。ヒドロホウ素化-酸化反応はボランを過酸化水素で酸化してアルコールへ、もしくはより強い酸化剤である酸化クロム(VI) によってカルボニル基へと変換する反応である。

### アリル位ホウ素化
不斉アリル位ホウ素化も炭素-炭素結合形成に有用な反応の1つである。ニコラウのエポチロン全合成においては、キラルなα-ピネンから誘導されるアリルボランを不斉アリル位ホウ素化して、TBS保護してからオゾン分解している。全体では、この反応では元の化合物を2炭素延長した同族体をつくり、 アセトゲニン構造を作っている。

### 還元剤
9-BBNやL-セレクトリド（水素化トリ-sec-ブチルリチウムホウ素塩）などボランのヒドリドは還元剤として働く。カルボニル還元の不斉触媒はCBS触媒などがある。この触媒もホウ素を含んでおり、カルボニルの酸素原子に配位してはたらく。

### ホウ酸塩
トリアルキルボランBR3は対応するホウ酸エステルB(OR)3に酸化される。化合物中のC-B結合の数を決定する方法としてR3BをトリメチルアミンN-オキシド (Me3NO) で酸化してB(OR)3に変換する方法がある。トリメチルアミンN-オキシドが還元されてできたトリメチルアミン (Me3N) は滴定によって濃度を決定することができる。
ボロン酸 (RB(OH)2) はフッ化水素カリウム (K[HF2]) と反応し三フッ化ホウ素塩 (K[RBF3]) となる。これは求核性の高い二フッ化アルキルボロンもしくは二フッ化アリールボロン (ArBF2) の前駆体となる。この塩はボロン酸よりも安定で、アルデヒドのアルキル化などに用いられる。

### 鈴木・宮浦カップリングおよびその関連反応
有機放送化合物は有機パラジウム化合物などとトランスメタル化 反応を起こす。この種の反応は鈴木・宮浦カップリングと呼ばれ、アリール基もしくはビニル基を持ったボロン酸とアリール基もしくはビニル基を持ったハロゲン化合物がパラジウム(0) 錯体に触媒されて起こる反応である。
この反応は炭素-炭素結合形成に極めて重要である。

## 有機ホウ素化合物の分類

### 三有機ボランと水素化物
最もよく研究されている有機ホウ素化合物は、一般式BRnH3−nで表される有機ボランである。上記の通り、これらの化合物は触媒、反応剤、合成中間体などに用いられる。トリアルキルおよびトリアリールの誘導体は平面三角形分子構造であり、ルイス酸性は弱い。非常にかさ高い置換基を持つ誘導体を除き、ジボランと同様水素化物は二量体として存在する。

### ホウ酸・ボロン酸とそのエステル
一般式BRn(OR)3-nで表される化合物はボリン酸エステル (n = 2)、ボロン酸エステル (n = 1)、そしてホウ酸エステル (n = 0) である。ボロン酸は鈴木・宮浦カップリングで使用される。ホウ酸トリメチルは水素化ホウ素ナトリウム合成の中間体である。

### カルボラン
カルボランは分子の頂点に炭素とホウ素の原子が位置するクラスター化合物である。最もよく知られているのはオルトカルボランであり、化学式C2B10H12である。商業的な利用は少ないが、カルボランは反応剤や新材料合成の前駆体として注目されている。アニオン性誘導体である[C2B9H11]2−などのジカルボリドはシクロペンタジエニル塩などと同様の配位子として働く。
カルボランの水素原子を1個を除いて全て塩素置換した化合物であるカルボラン酸は超酸として知られている。通常の超酸はフッ素の化合物が多いため腐食性や酸化力が大きいが、カルボラン酸はそれらが小さく、有機化合物とも安定な塩をつくる。

### ホウ素置換芳香族化合物
ボラベンゼンはベンゼン環の1つの炭素がホウ素原子に置き換わった複素環式化合物である。これらの化合物は必ずC5H5B-ピリジンなどの付加体として単離される。環式化合物の1つであるボロールはピロールの類縁体は単離されていないものの、ボロールズ(boroles)と呼ばれる誘導体が知られている。環式化合物の1つであるボレピンは芳香族化合物である。

### ボリル化合物
ボリルアニオンは一般式R2B−で表される化学種である。求核性を持ったアニオン性ホウ素化合物は2006年の研究でボリルリチウム化合物として初めて発見され、求核剤としてはたらくことがわかった。金属-ホウ素結合を持った有機金属化合物(M–BR2)はボリル錯体として知られている。関連する配位子としてボリレン(M–B(R)–M)がある。
他の第2周期元素と異なり、リチウムホウ素化合物は存在しない。他の第2周期元素とリチウムの塩はフッ化リチウム、水酸化リチウム、リチウムアミドや有機リチウム化合物などがある。この違いは、ホウ素の電気陰性度の低さに起因する。塩基とホウ素ヒドリドR2BHが反応しても脱プロトン化してボリルアニオンR2B−は生成せず、R2B−H(base)+となる。この生成物はオクテット則を満たす。そのため、ホウ素化合物はB-Br結合を金属リチウムで還元的に加水分解して調製される。生成するボリルリチウム化合物はN-ヘテロ環状カルベンと等電子的である。この化合物は芳香族性をもち（窒素の孤立電子対およびホウ素の空のp軌道で6電子となる）、2,6-ジイソプロピルフェニル基のかさ高さにより速度論的に安定化されるため安定である。X線結晶構造解析によってホウ素がsp2混成していることが確認されており、ベンズアルデヒドとの求核付加反応からもその構造がわかる。

### アルキリデンボラン
アルキリデンボランは一般式RB=CRRで表される化合物で、ホウ素-炭素二重結合を持つ化合物である。安定な化合物は少ないが、1つの例としてボラベンゼンがある。最も簡単なアルキリデンボランはHB=CH2であり、低温では検出可能である。安定な誘導体としてCH3B=C(SiMe3)2があるものの、二量化して環状になりやすい。

### NHCのホウ素への付加
N-ヘテロ環状カルベン (NHCs) はボランに付加して安定なNHCボラン付加体を形成する。トリエチルボランのNHC付加体はイミダゾール塩と水素化トリエチルホウ素リチウムから直接合成される。この種の化合物は反応剤や触媒として研究されている。

### ジボレン
ホウ素-ホウ素二重結合を持つ化合物の報告例は少ない。2007年、電気的に中性なジボレン (RHB=BHR) がジョージア大学のグレゴリー・ロビンソンによって初めて報告された。それぞれのホウ素原子に水素が1つずつ結合しており、ホウ素がNHCカルベンに配位している。カルベン配位子を含む錯体の最も簡単な形がジボラン(2)である。
同様にジボリンも合成されている。

## その他の利用
TEB – トリエチルボランはSR-71の駆動力となるプラット・アンド・ホイットニー J58の可変サイクルエンジンを動かすJP-7燃料に用いられている。